# Maria Alcaide
Maria Alcaide (Aracena, Huelva 1992) és una artista multimèdia que centra el seu treball en la precarietat juvenil i els debats socials que sorgeixen de la deriva actual d'Europa cap a moviments xenòfobs, nacionalistes i conservadors. Des del més íntim, Alcaide articula un discurs que parteix sempre de l'experiència personal i pren la forma de les seves pròpies limitacions econòmiques i espacials com a cos.

## Trajectòria
Graduada en Belles Arts per la Universitat de Sevilla, va cursar la Llicència en Arts Plàstiques a la Université París VIII i té un Màster de Recerca en Art i Disseny per Eina-UAB a Barcelona. El seu treball com a investigadora ha estat presentat en entorns acadèmics de recerca com l'École des Hautes Études a Sciences Socials (París), la Universitat Der Künste (Berlín), la Universitat Complutense de Madrid o la Fundació Tàpies (Barcelona).

## Obres
Investiga les relacions estètiques i de poder que es donen al seu entorn, donant visibilitat a objectes i persones que a la seva naturalesa són precaris, materialitzant-ho a través de mitjans com la instal·lació o la performance. La seva metodologia s'acosta a l'antropologia, ja que parteix de l'estranyament per arribar a la solució plàstica, però lluny de prendre una posició d'observadora, introdueix el cos com a eix central del seu treball
My job is about seduction és un conjunt de làmines on veiem formularis d’un llibre dels anys 70 sobre com elegir al personal que es vol contractar. L’artista els emplena fent-se passar pels caps que ha tingut al llarg de la seua vida laboral i el resultat acaba sent còmic en veure com respon davant de preguntes com: “T’agrada el ball modern?” o “Et costa alçar-te de matí?”. Tot açò provoca que l'espectador reflexioni sobre el que és inapropiat de les qüestions i sobre com es degueren sentir les persones a les quals els feren aquestes preguntes.

## Exposicions i instal·lacions
My terrorist lover

## Premis
- Preseleccionada en LOOP Discover Awards, SP (2019)[5]
- Generació 2021, La Casa Encendida, Fundación Montemadrid, Madrid, SP (2021)[6]
- Seleccionada en Salon de Montrouge, FR (2019)[7]
- Premio independiente Jeune Création, Residencia en Soej Kritik, Le Fugitif, Leipzig DE (2019)[8]
- Seleccionada en Jeune Création, Beaux Arts de Paris FR (2018)[9]
- Artista invitado Artifariti 2016, 10th International Art and Human Rights Meeting in Western Sahara ALG (2016)[10]
- Artists in residence in Agora Collective, Affect programme, ‘Exploring the Endotic’, Berlin DE (2015)[11]